# Вирцберг, Бени
Бени Вирцберг (ивр. בני וירצברג‎; 12 августа 1928, Альтона, Германия — 4 августа 1968, Беэр-Шева, Израиль) — израильский писатель, переживший Холокост в детском возрасте. Первым в Израиле описал в книге свои испытания во время Холокоста, а также встречу с еврейским ишувом в Палестине и первые годы в Израиле. Эта книга, «Из долины убийства к Вратам в долину» («Ми-гей ха-харега ле-Шаар ха-Гай», ивр. מגיא ההריגה לשער הגיא‎), была написана под влиянием суда над Эйхманом
и возникшей в результате него в Израиле публичной дискуссии о Холокосте. В Израиле стал специалистом в области лесоразведения и добился серьёзных успехов в этой работе.

## Биография
Бени Вирцберг родился в Альтоне 12 августа 1928 года, единственный сын Гавриэля и Рахель Вирцберг. После событий Хрустальной ночи семья была вынуждена переехать в еврейский квартал города Сосновец в Южной Польше. Во время оккупации Польши немецкими войсками семья была депортирована в гетто в деревне Шродула. Вирцберг и его родители вместе с другими евреями прятались в подвале, однако были обнаружены и высланы в Освенцим. 1 августа 1943 года гетто было ликвидировано (по другому источнику — 12 августа 1943). Мать Вирцберга была убита в Освенциме, отец погиб во время марша смерти. Самого же Бени использовали в качестве мальчика на побегушках. Его также сделали личным помощником доктора Йозефа Менгеле. После Освенцима Вирцберг прошёл несколько маршей смерти и концлагерей.
После освобождения узников войсками армии США Бени Вирцберг жил в нескольких лагерях для перемещённых лиц. Репатриировался в Эрец-Исраэль в ноябре 1945 года в рамках Молодёжной алии, в составе одной из первых групп детей, выживших в Холокосте и прибывших в Палестину по окончании войны. Был принят в кибуц Гиват-ха-Шлоша, где проходил подготовку к службе в Пальмахе. В феврале 1948 года мобилизован в Пальмах. Участвовал в боях Войны за независимость в составе 5-го батальона бригады «Харель», служил в 1-й вспомогательной пулемётной роте. На броневиках сопровождал конвои, доставлявшие грузы в осаждённый Иерусалим. Об этом периоде жизни Вирцберга на сайте Пальмаха написано:

Так прошёл Бени, мальчик из гетто, путь от долины убийства до ворот в долину и внёс свой скромный вклад в войну за Независимость.
Оригинальный текст (иврит)כך הגיע בני, ילד הגיטו, מגיא ההריגה אל שער הגיא ותרם את חלקו הצנוע במלחמת העצמאות.

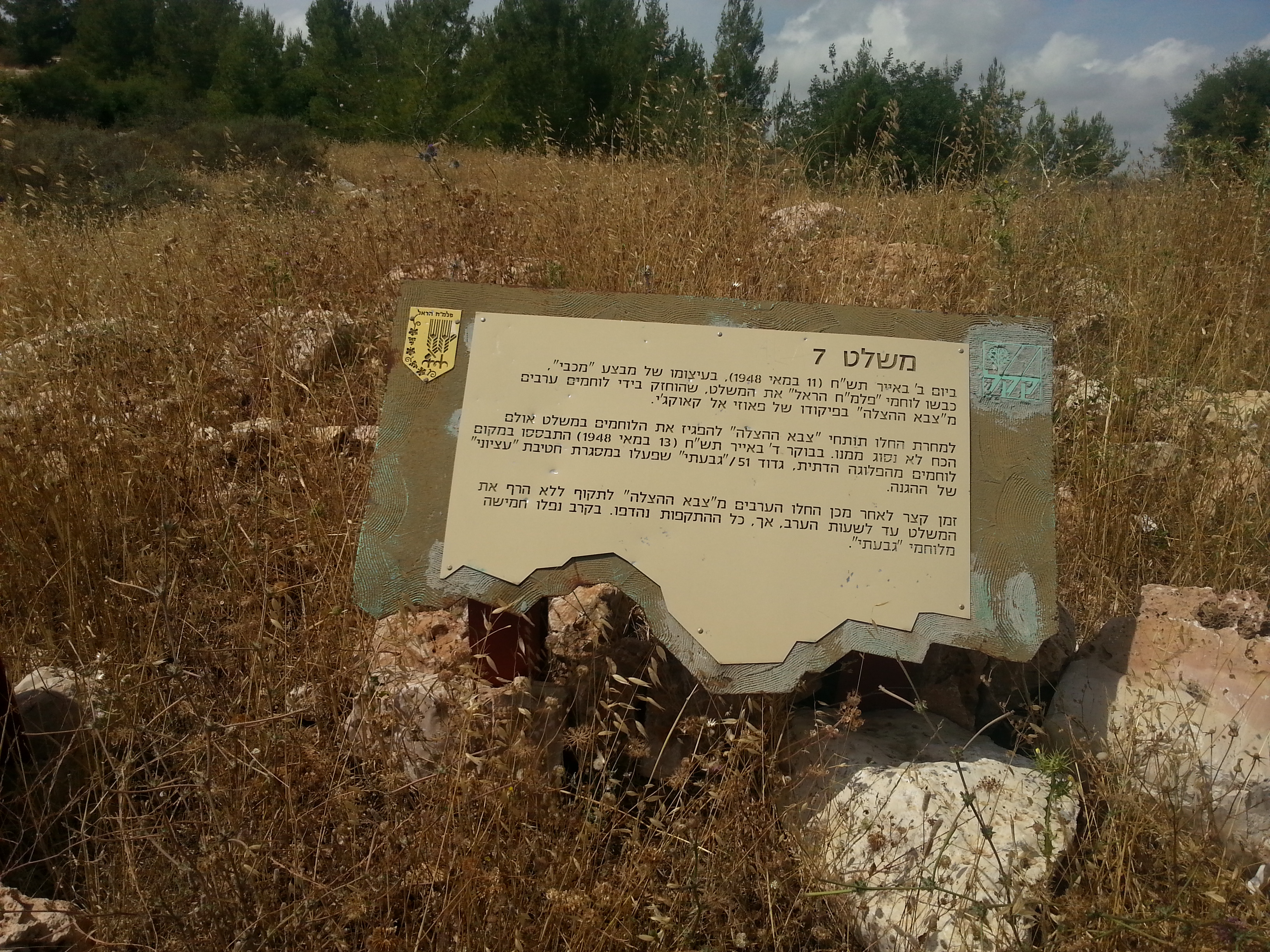
Опорный пункт № 7 на северном склоне Шаар ха-Гай, где воевал Бени Вирцберг. (Фотография 2015 года)

Принимал участие в освобождении Иерусалима, воевал в Негеве. После демобилизации женился на Рахель Йисасхар, уроженке Реховота йеменского происхождения, которая тоже была бойцом Пальмаха. Работал в Еврейском национальном фонде. В последние годы жизни был начальником исследовательского отделения в отделе лесоводства южного района. Вдохновлённый системой орошения набатеев, изобрёл способ искусственного орошения «Лиман» и участвовал в создании лиманов в Араве.
В 1967 году написал книгу «Из долины убийства к Вратам в долину», которая не имела успеха среди огромного количества победных изданий о Шестидневной войне, заполнивших магазины. 4 августа 1968 года Бени Вирцберг застрелился в своём доме. Причиной самоубийства была депрессия, от которой он страдал в последние годы жизни. Он оставил после себя жену Рахель и двоих детей: сына Илана и дочь Далию. Над его могилой главный раввин Беэр-Шевы Элиягу Кушелевски сказал: «Эйхман убил его 25 лет назад. Только сегодня мы получили его тело» (ивр. אייכמן רצח אותו לפני עשרים וחמש שנים. רק היום קיבלנו את גופתו‎).
В день освобождения из последнего концлагеря Вирцберг познакомился с девятью мальчиками, тоже пережившими Холокост. Их дружба продолжалась в последующие годы; четверо из них погибли во время Войны за независимость.

Нас было десять детей, когда мы вышли вместе из ворот смерти, осталось шесть, но не шесть осиротевших детей, а шесть воинов. Мы воевали всегда, когда наставал час, чтобы еврейские дети, кто бы они ни были, никогда снова не стали сиротами как мы.
Оригинальный текст (иврит)עשרה ילדים יצאנו יחדיו משער המוות, נותרו שישה,
אבל לא שישה ילדים יתומים, כי אם שישה לוחמים.
לחמנו ונילחם בכל עת, על מנת שילדים יהודים, באשר הם,
שוב לא יתייתמו כמונו לעולם.

— «Из долины убийства к воротам в долину», стр. 214

Обложка последнего издания книги. Август 2017

Книга Вирцберга была переиздана в 2008 году в издательстве «Кармель». В финансировании издания приняли участие фонд «Яд ва-Шем» и Еврейский национальный фонд. В августе 2017 года книга вышла в издательстве «Яд ва-Шем» на английском языке под названием From Death to Battle. Auschwitz Survivor and Palmach Fighter.

## Семья
Семья Вирцберга была обеспеченной и вполне ассимилированной, но не до конца утратившей связь с еврейством. Бени учился в немецкой школе, а по воскресеньям посещал еврейскую; семья иногда ходила в синагогу, а также участвовала в сборе средств на покупку земли в Палестине (в доме были голубые копилки).
- Мать — Рахель, уроженка Германии. Окончила медицинское отделение университета. После рождения ребёнка занималась домашним хозяйством. Когда её муж был выслан из Гамбурга в маленький городок на границе с Польшей, ей пришлось искать источник заработка: будучи человеком образованным, она писала прошения в органы власти от имени других евреев. Обладая «арийской» внешностью, иногда приходила в Гестапо лично в качестве представителя еврейской семьи. Помогла многим, но своему мужу помочь не смогла. Погибла в газовой камере по прибытии в Освенцим.
- Отец — Гавриэль, уроженец Польши, прошёл путь от портового грузчика до хозяина большого торгового дома. Пребывание в гетто и в Освенциме превратило его, прежде гордого и уверенного в себе, в совершенно другого человека. Он был в крайней степени истощения как физически, так и духовно, полностью потерял волю к жизни. Во время марша смерти его застрелил немецкий охранник на глазах у сына.
- Младший брат отца — единственный из всей семьи после прихода Гитлера к власти покинул страну: вместе с женой и тремя детьми, бросив всё имущество, уехал в Палестину и поселился в Иерусалиме. Брат писал о серьёзных материальных трудностях; возможно это было для отца Бени причиной не покидать Германию. Когда после войны Бени Вирцберг оказался в Палестине, дядя нашёл его в кибуце Гиват ха-Шлоша. Они двое были единственными выжившими из всей семьи.
- Жена — Рахель (девичья фамилия Йисасхар, в книге Рая), уроженка Реховота йеменского происхождения. Была бойцом Пальмаха, участвовала в сопровождении конвоев через Шаар ха-Гай. История любви Бени и Раи — важная часть книги «Из долины убийства к Вратам в долину». Это история встреч и расставаний на фоне Войны за независимость, начавшаяся знакомством в кибуце Хульда перед первым боем. Одним из эпизодов этой истории было объяснение в любви в здании насосной станции в Шаар ха-Гай. Жена была первым слушателем и критиком книги, а также источником вдохновения[13].
- Сын — Илан Вирцберг[ивр.] (род. 12 сентября 1951 года) — музыкальный продюсер, композитор, гитарист и певец. Написал две песни об отце[14]. В одном из интервью Илан Вирцберг сказал: «Мой отец носил в себе чудовищ, которые и прикончили его» (ивр. אבא שלי סחב מפלצות שגמרו אותו‎)[3].
- Дочь — Далия Вирцберг-Рофе, (род. 12 апреля 1958 года) — литературный редактор. Работала в газетах «Едиот Ахронот», «Маарив» и в местной газете «Тель-Авив», а также в книжных издательствах. Приложила немало усилий для выхода в свет второго издания книги отца. В интервью газете «Га-Арец» на вопрос журналистки Далии Карпель[ивр.] «Почему это было для Вас так важно» Вирцберг-Рофе ответила: «У меня было ощущение миссии, как будто отец вложил мне в руку завещание и взял клятву исполнить его» (ивр. הייתי חדורה בתחושת שליחות, כאילו אבי הפקיד בידי את צוואתו והשביע אותי למלא אותה‎)[3].

## Комментарии
1. ↑  «Голубой копилкой» называли жестяные коробки, которые до начала Второй мировой войны стояли в тысячах домов евреев Европы и предназначались для сбора средств в Еврейский национальный фонд, см. "Голубую копилку" вернули на место Архивная копия от 23 апреля 2014 на Wayback Machine